# Mytilus
Mytilus is een geslacht van tweekleppigen uit de familie Mytilidae.

## Soorten
- Mytilus antiquorum J. Sowerby, 1821
- Mytilus californianus Conrad, 1837
- Mytilus coruscus Gould, 1861
- Mytilus edulis Linnaeus, 1758 (Mossel)
- Mytilus galloprovincialis Lamarck, 1819 (Diepwatermossel)
- Mytilus planulatus Lamarck, 1819
- Mytilus trossulus Gould, 1850